# Tatiana Zhuk
Pour les articles homonymes, voir Zhuk.
Tatiana Alekseyevna Zhuk (en russe : Татьяна Алексеевна Жук), est une patineuse artistique russe ayant patiné dans les années 1960 sous les couleurs de l'Union soviétique, née le 1er janvier 1946 à Leningrad et morte le 21 mars 2011 à Orekhovo-Zouïevo. Elle est la sœur de Stanislav Zhuk et la belle-sœur de Nina Zhuk.

## Biographie

### Carrière sportive
Tatina Zhuk patine de 1960 à 1964 avec Aleksandr Gavrilov, avec lequel elle remporte une médaille de bronze aux championnats du monde de 1963 et deux médailles de bronze aux championnats d'Europe. Elle change ensuite de partenaire et, avec Aleksandr Gorelik, est sacrée vice-championne olympique aux Jeux de 1968 à Grenoble. Le duo monte sur plusieurs podiums mondiaux et continentaux, sans toutefois accrocher de titre.
En 1969, elle attend un enfant de son mari footballeur Albert Chesternev et décide donc de mettre un terme à sa carrière.

## Palmarès
Avec deux partenaires: 
- Aleksandr Gavrilov (5 saisons : 1959-1964)
- Aleksandr Gorelik (4 saisons : 1964-1968)

| Compétitions                    | 1960 | 1961 | 1962 | 1963 | 1964 |  | 1965 | 1966 | 1967 | 1968 |  |  |  |  |  |  |  |  |  |  |  |
| Jeux olympiques d'hiver         |      |      |      |      | 5e   |  |      |      |      | 2e   |  |  |  |  |  |  |  |  |  |  |  |
| Championnats du monde           |      |      |      | 3e   | 6e   |  | 3e   | 2e   |      | 2e   |  |  |  |  |  |  |  |  |  |  |  |
| Championnats d'Europe           | 10e  |      |      | 3e   | 3e   |  | 3e   | 2e   |      |      |  |  |  |  |  |  |  |  |  |  |  |
| Championnats d'Union soviétique | 1re  | 3e   | 2e   | 2e   |      |  |      | 2e   |      |      |  |  |  |  |  |  |  |  |  |  |  |
|                                 |      |      |      |      |      |  |      |      |      |      |  |  |  |  |  |  |  |  |  |  |  |